# فريتز فون شفيرين
فريتز فون شفيرين (بالألمانية: Fritz Graf von Schwerin) (و. 1856 – 1934 م) هو عالم نبات، وكاتب من ألمانيا .